# Formosa Plastics Group

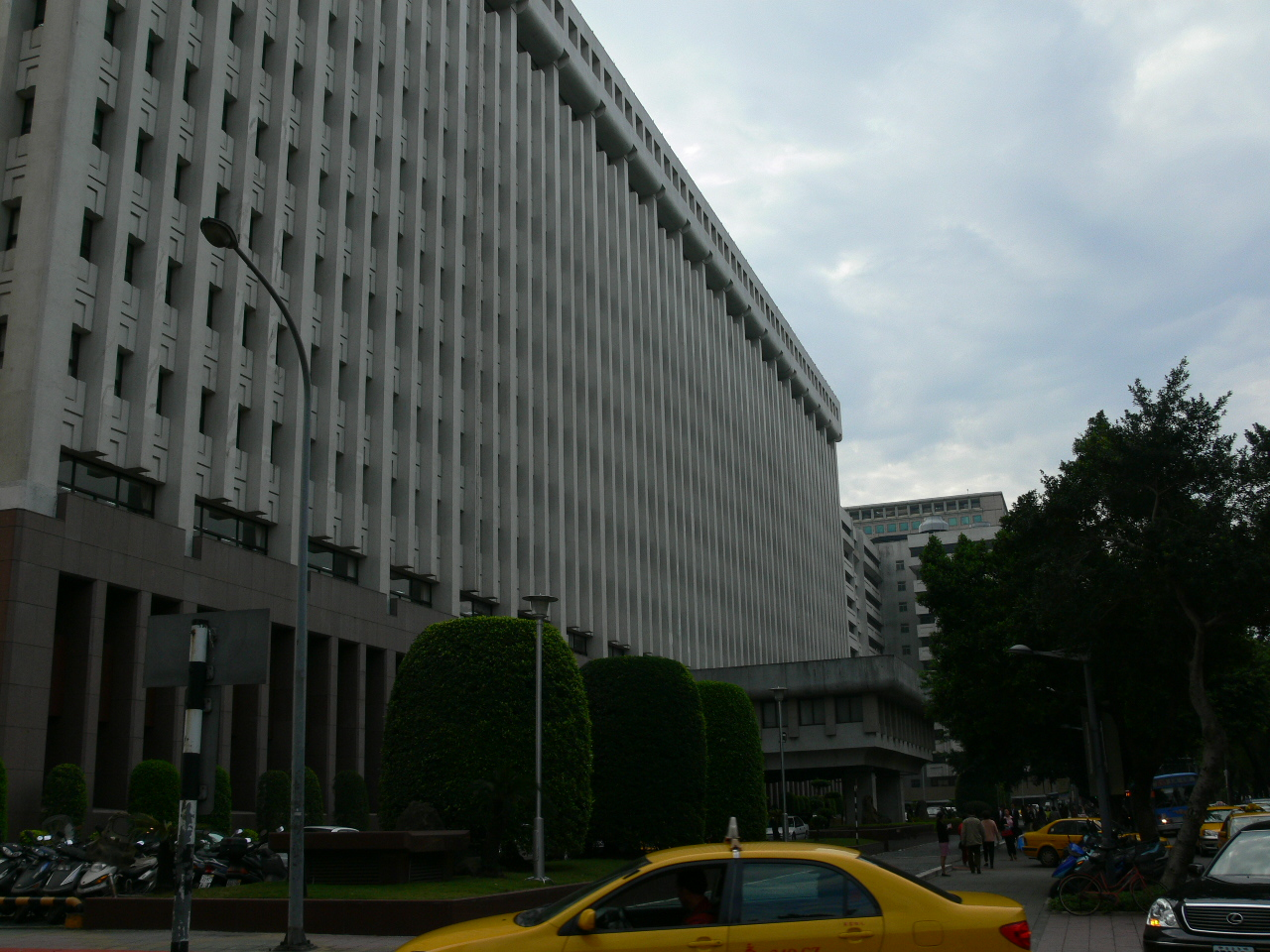
Firmenzentrale der Formosa Plastics Group in Taipeh

Formosa Plastics Group (FPG, chinesisch 台塑集團 / 台塑集团) ist ein taiwanischer Mischkonzern, mit Schwerpunkt im Bereich Chemieprodukte. FPG ist einer der größten Hersteller von Kunststoffen (PVC, PP, PE) weltweit.

## Unternehmensgeschichte
Das Unternehmen wurde 1954 von Wang Yung-ching und seinem jüngeren Bruder Wang Yung-tsai mit einem US-amerikanischen Unternehmensgründungskredit unter dem Namen Formosa Company (später umbenannt in Formosa Plastics) gegründet. Am Beginn stand eine kleine Produktionsanlage für Polyvinylchlorid (PVC)-Pulver. Die Anlage produzierte täglich vier Tonnen PVC und war damit die kleinste derartige Produktionsanlage weltweit. Da die Firma auf Schwierigkeiten stieß, den unverarbeiteten Kunststoff zu verkaufen, wurde 1958 eine Tochterfirma Nan Ya Plastics Corporation gegründet, die das PVC zu Röhren, Folien und ähnlichem weiterverarbeitete. Kurze Zeit später folgte die New Eastern Plastics Product Corporation als weitere Tochterfirma, die einfache Gebrauchsgegenstände aus dem produzierten Kunststoff herstellte (Geldbörsen, Reisekoffer, Schuhe, Vorhänge, Regenmäntel und Spielzeugartikel). Diese Artikel wurden zum Teil auch exportiert. New Eastern Plastics Product Corporation wurde als Firma später wieder aufgelöst und ehemalige Angestellte gründeten eigene Firmen, die die Weiterverarbeitung von Plastikprodukten in Taiwan vorantrieben. 1965 folgte mit der Gründung von Formosa Chemicals & Fibre Corporation, die Kunstseide, Garn, Stoffe und Bekleidung produzierte, der Einstieg in die Textilbranche. Im Jahr 1968 eröffnete die Nan Ya Plastics Corporation eine Fabrik zur Herstellung von Polyesterfasern und Formosa Plastics Corporation eine Fabrik zur Herstellung von Polyacrylnitrilgarn. Entsprechende Anlagen zur Färbung der Kunstfasern folgten.
Mit dem beginnenden Aufschwung der Halbleiterindustrie in Taiwan ab den 1970er Jahren stieg das Unternehmen auch in diesen Geschäftsbereich ein. Nan Ya Plastics Corporation etablierte 1984 eine Produktionsanlage für Leiterplatten und investierte später auch in die Fertigung von DRAMs und Wafern.
In den ersten Jahrzehnten mussten sämtliche Basischemikalien zur Kunststoffherstellung importiert werden, was die Produktionskosten erhöhte. 1973 schlug die Firmenleitung erstmals den Aufbau einer petrochemischen Industrieanlage in Taiwan zur Herstellung von Grundchemikalien aus Rohöl vor. Diese und folgende Projektvorschläge wurden von den Behörden anfänglich nicht genehmigt. 1986 wurde dann das sogenannte Sechste Naphtha-Cracker-Projekt (第六套輕油裂解廠, englisch Sixth Naphtha Cracker Project) von der Regierung gutgeheißen. Ab 1991 wurde eine große petrochemische Industrieanlage auf neu gewonnenem Offshore-Land an der Küste der Gemeinde Mailiao im Landkreis Yunlin aufgebaut.
Im Jahr 2021 gehörten mehr als 100 Unternehmen zur Formosa Plastics Group, darunter Formosa Plastics Corporation, Nan Ya Plastics Corporation, Formosa Chemicals & Fibre Corporation, Formosa Petrochemical Corporation und Formosa Ha Tinh Steel Corporation. Fabrikationswerke bestanden in Taiwan, in den Vereinigten Staaten (in Wharton (Texas), Houston, Point Comfort (Texas),  Bachelor (Louisiana), Baton Rouge, Lake City (South Carolina)), der Volksrepublik China (in Ningbo, Kunshan, Nantong, Guangzhou, Huizhou, Xiamen, Zhangzhou, Zhongshan und Changshu), Vietnam (in Long An, Nhơn Trạch und Ky Anh), den Philippinen und Indonesien (Semarang).

## Kritik
Das Stahlwerk Formosa Ha Tinh Steel steht im Verdacht, für ein Fischsterben in Vietnam verantwortlich zu sein. Vier vietnamesische Provinzen sind davon betroffen. Dabei erregte ein Formosa-Manager Unmut mit der Bemerkung, die Vietnamesen müssten sich schon entscheiden, ob sie Stahl produzieren oder Fisch essen wollten.

## Größte Tochterunternehmen
- Formosa Plastics Corporation
- Formosa Sumco Technology Corporation (Silizium-Wafer)
- Nan Ya Plastics Corporation
- Formosa Chemicals & Fibre Corporation
- Formosa Petrochemical Corporation
- Formosa Ha Tinh Steel Corporation